# 基辅斯凯 (米科拉伊夫区)
47°29′41″N 32°1′14″E / 47.49472°N 32.02056°E
基辅斯凯（烏克蘭語：Київське），是烏克蘭的村落，位於該國南部尼古拉耶夫州，由尼古拉耶夫區苏希叶拉涅茨市镇負責管轄，始建於1861年，面積0.33平方公里，海拔高度98米，2001年人口52，人口密度每平方公里157.6人。